# Walt De Winter
Walt De Winter (Wilrijk, 24 november 1988) is een Belgisch voormalig wielrenner.

## Carrière
De Winter was vier jaar prof en reed in die periode enkele kleinere overwinningen bij elkaar. Hij veroverde in 2014 vier etappezeges in de Ronde van Madagaskar.

## Erelijst

### Baan
| Jaar  | BK                   | EK    | WK    | Overige |
| Elite | Elite                | Elite | Elite | Elite   |
| ----- | -------------------- | ----- | ----- | ------- |
| 2009  | Ploegenachtervolging |       |       |         |

### Weg
2011
- Kontich

2012
- Meise
- Flawinne

2014
- Grote 1-Mei Prijs, Ereprijs Victor De Bruyne
- 2e, 5e, 7e en 10e etappe Ronde van Madagaskar

Aerts · Bakelants · Blythe · Brandt · Cretskens · De Greef · Dehaes · Delage · D'Hollander · Elijzen · Gilbert · Hoste · Kaisen · Lang · Ljungblad · Lloyd · Löwik · Moreno · Péraud · Roelandts · Scheirlinckx · Stubbe · Van Avermaet · Van den Broeck · Vanendert · Van Goolen · Wegelius · De Winter (stagiair) · Debusschere (stagiair) 
Broeders · De Neef · De Winter · Dupont · Durant · Hoorne · Lepla · Pieters · Steels · Teuns · Van Coppernolle · Van den Abeele · K.Vandyck · N.Vandyck · Verraes · Verwaest · Wastyn
Broeders · De Poortere · De Winter · Dupont · Durant · Lepla · Ruyters · Schets · Teuns · Van Coppernolle · Van den Abeele · Van Herck · Van Hoovels · Van Lerberghe · Vandenbogaerde · N.Vandyck · Verraes · Vervaeke · Verwaest · Wastyn · Roelandts (stagiair) 